# Krameria
Krameria, manchmal Ratanhia genannt, ist die einzige Gattung der Pflanzenfamilie der Ratanhiengewächse (Krameriaceae) innerhalb der Ordnung der Jochblattartigen (Zygophyllales). Die etwa 18 Arten sind in der Neotropis weitverbreitet.

## Beschreibung

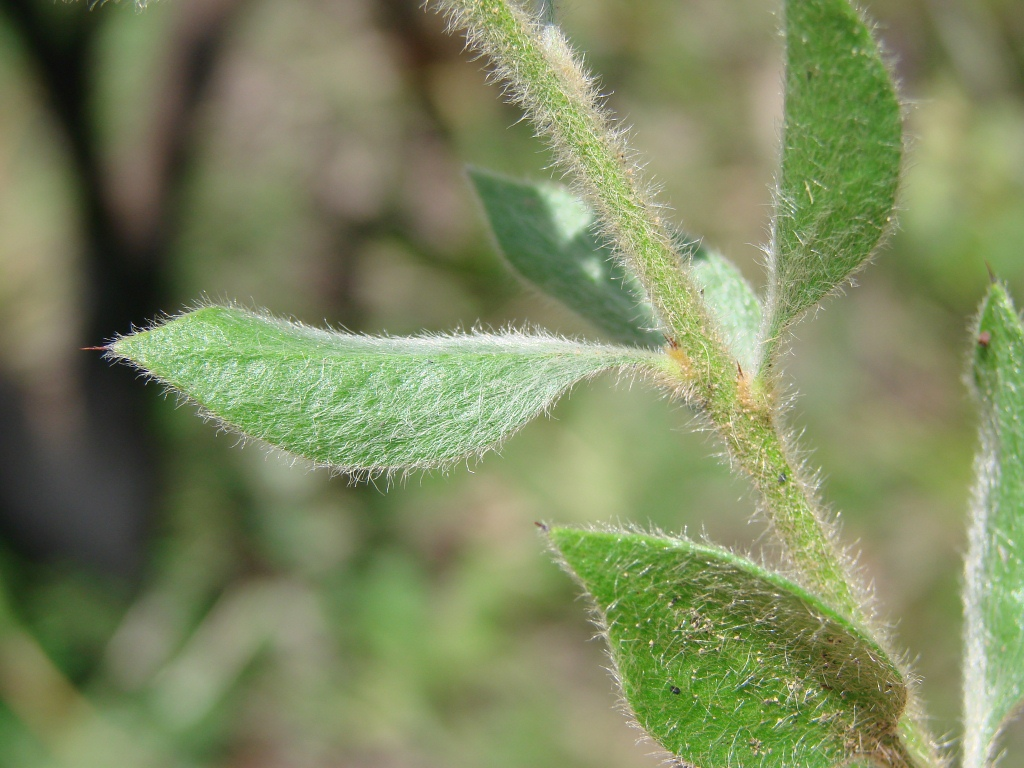
Behaarte Stängel und Laubblätter von Krameria tomentosa

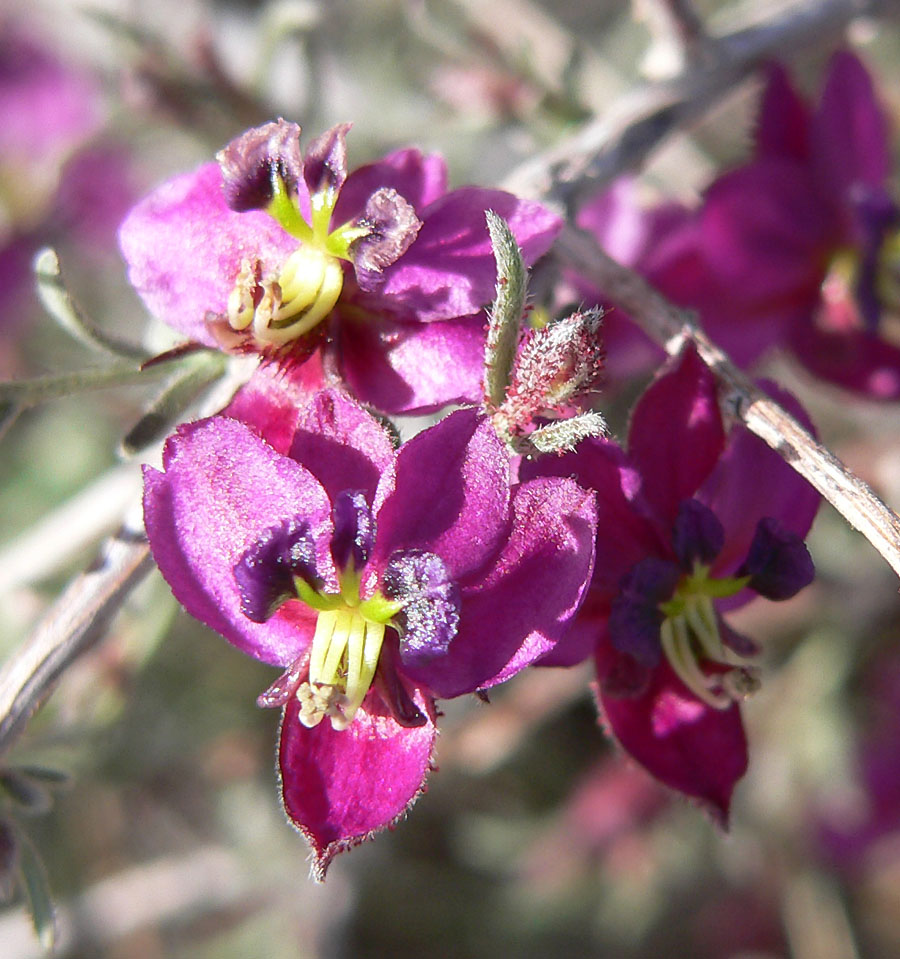
Zygomorphe Blüten von Krameria erecta. Der Schauapparat sind die purpurfarbigen Kelchblätter. Auch die dunkleren, ölproduzierenden, reduzierten Kronblätter sind erkennbar. Die gelben Staubblätter sind bei dieser Art nach unten gerichtet.

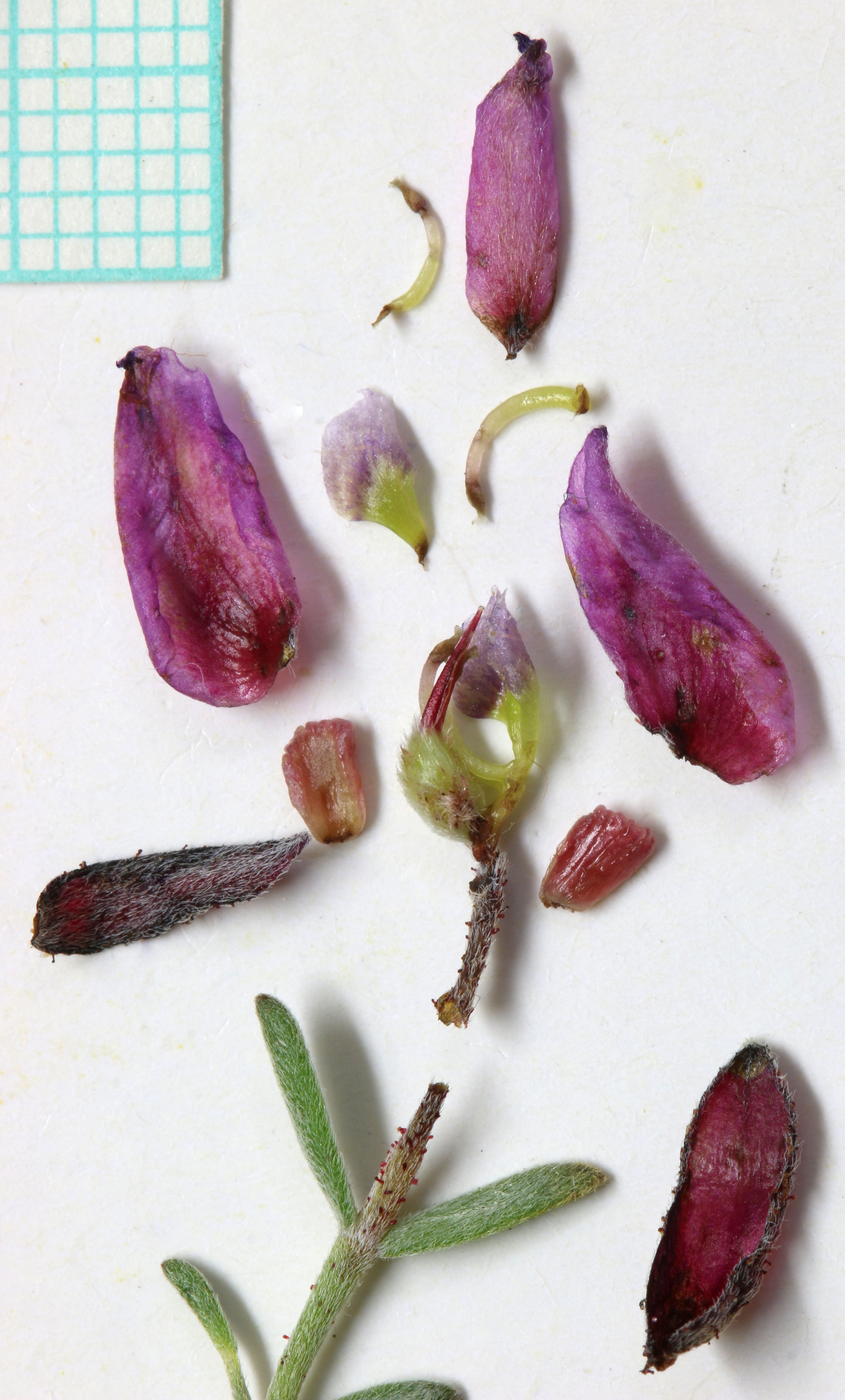
Blütenteile von Krameria erecta

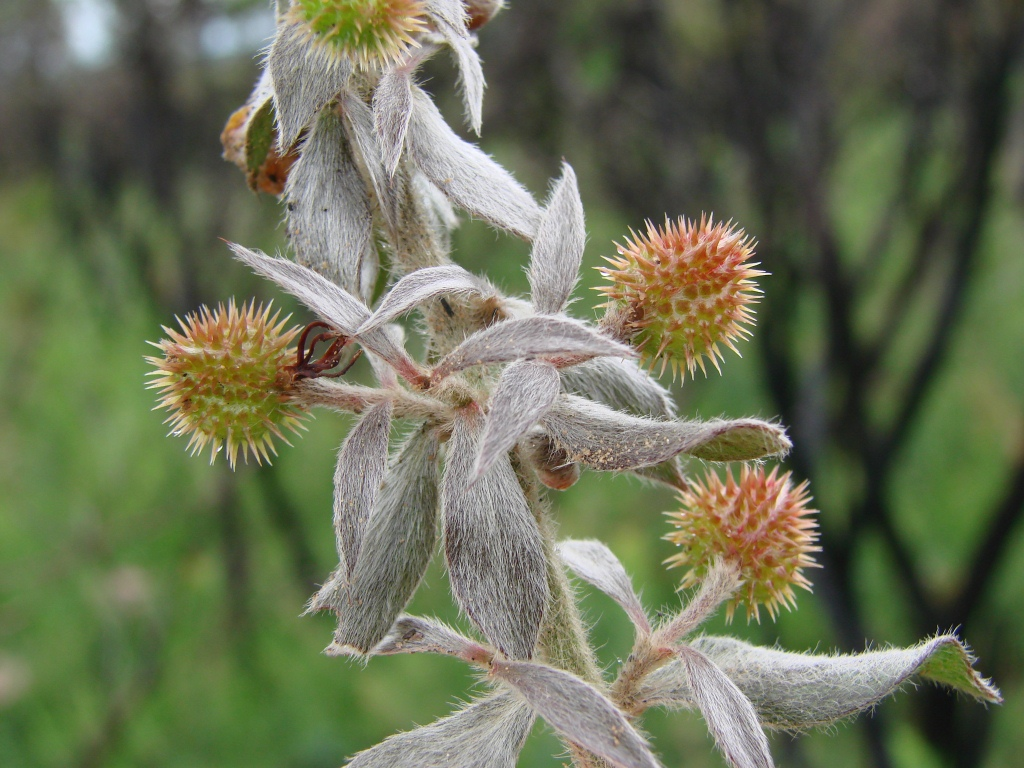
Indument und bestachelte Früchte von Krameria tomentosa

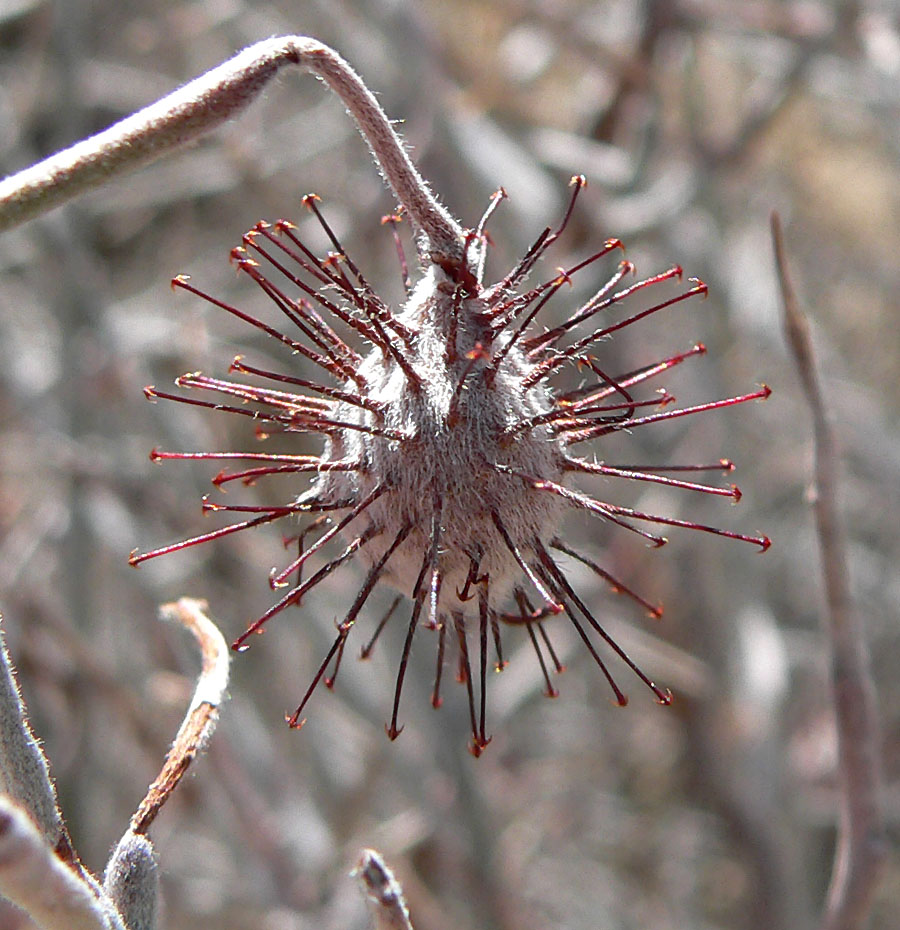
Bestachelte Frucht von Krameria bicolor

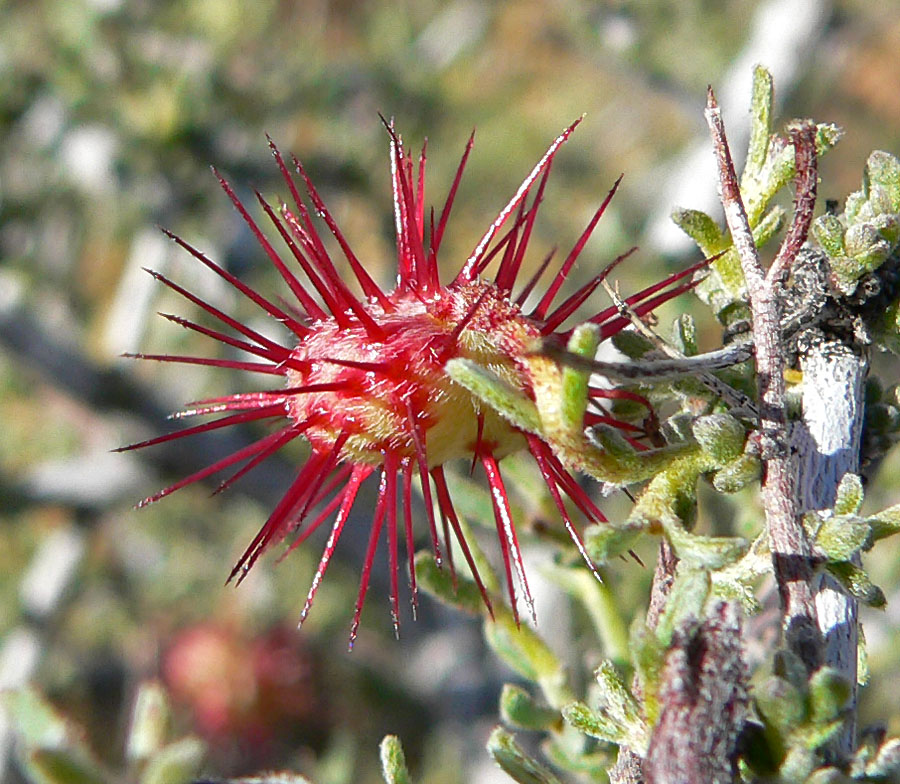
Bestachelte Frucht von Krameria erecta

### Erscheinungsbild und Laubblätter
Krameria-Arten wachsen als Sträucher, die Wuchshöhen von bis zu 6 Metern erreichen, oder selten ausdauernde krautige Pflanzen (Krameria lanceolata), die manchmal ausladend sind. Es können nur Langtriebe oder Kurz- und Langtriebe vorhanden sein. Die Rinde ist weißgrau, striegelig oder zottig behaart. Die Borke ist grau oder braun. Sie sind meist immergrün. Es sind Hemiparasitsche Pflanzen, auch Halbschmarotzer genannt. Es sind grüne Pflanzenteile vorhanden. Die Wurzeln der Sämlinge besitzen keine Wurzelhaare und die Wurzeln müssen in den ersten zwei Monaten mit der Wirtspflanze verbunden sein. Die Wurzeln übernehmen die Funktion von Haustorien. Sekundäres Dickenwachstum geht von einem konventionalen Kambiumring aus. Die oberirdischen Pflanzenteile sind oft dicht striegelig oder zottig mit einfachen, einzelligen Trichomen behaart und wirken dadurch golden oder weiß (Indument).
Die Sprossachsen sind manchmal dornig.
Die wechselständig und spiralig oder zweizeilig angeordneten Laubblätter sind meist sitzend oder kurz gestielt, nur manchmal ist der Blattstiel lang. Die Blattspreiten sind meist einfach, bei Krameria cytisoides sind sie offenkundig dreiteilig zusammengesetzt. Die Blattspreite ist linealisch oder eiförmig mit stumpfem, spitzem oder stachelspitzigem oberen Ende. Der Blattrand immer ganzrandig. Die Blattflächen sind weißgrau, striegelig oder zottig behaart; manchmal mit gestielten Drüsenhaaren (Trichome). Es ist Fiedernervatur vorhanden, wobei oft die Hauptnerven mehr oder weniger longitudinal sind. Die Spaltöffnungen (Stomata) sind meist paracytisch, selten anomocytisch. Nebenblätter sind keine vorhanden.

### Blütenstände und Blüten
Die Blüten stehen einzeln in den Blattachseln oder in endständigen, manchmal zusammengesetzten, rispigen oder traubigen Blütenstände zusammen. Auch bei den einzeln stehenden Blüten ist eine Blütenstandsschaft vorhanden, der durch ein Paar von Tragblättern von Blütenstiel abgegrenzt ist. Es sind laubblattähnliche Tragblätter vorhanden. Die anscheinend Blüten stehen jeweils über zwei winzigen Deckblättern.
Die zwittrigen Blüten sind zygomorph und fünfzählig mit doppelter Blütenhülle. Von den meist fünf, selten vier freien, flaumig behaarten und kronblattartigen, lanzettlichen bis eiförmigen oder länglichen, verschieden großen Kelchblättern sind meist die äußeren drei größer als die inneren; sie sind der auffällige Teil der Blüte, rosa-, purpurfarben bis magentarot oder seltener gelb bis braun. Die meist fünf, selten vier Kronblättern sind deutlich verschieden geformt. Die oberen drei reduzierten Kronblätter sind länger als die unteren frei, nur an ihrer Basis oder bis zu 75 % ihrer Länge verwachsen und dann genagelt. Die zwei unteren reduzierten, freien rosafarbenen, roten, rot-braunen, grünen, gelben, purpur- oder orangefarbenen, kreis- bis keilförmigen Kronblätter sind meist kleiner, fleischig, breit und dick; in diesen, auf beiden Seiten des Fruchtknotens befindlichen, sitzenden Drüsen erfolgt die Sekretion von Öl zur Anlockung der Bestäuber (Elaiophor). Die selten zwei, meist drei grünen oder gelben Kronblätter sind frei oder nur an ihrer Basis verwachsen; sie sind typische Kronblätter und bilden oft eine fahnenähnliche Struktur wie bei einer Schmetterlingsblüte, die purpur- oder rosafarben ist. Es ist nur der innere Kreis mit meist vier, selten drei oder fünf ungleiche oder gleiche, rosafarbe, grüne oder weiße Staubblätter vorhanden, sie können untereinander manchmal frei oder meist an ihrer Basis verwachsen sein und sind an der Basis der kronblattartigen Kronblätter inseriert, aber nicht mit ihnen verwachsen. Die basifixen, gebogenen Staubbeutel sind tetrasporangiat und öffnen sich am oberen Ende mit einer oder zwei Poren oder kurzen Schlitzen. Je Blüte ist höchstens ein Staminodium vorhanden. Es sind keine Nektarien vorhanden. Von den zwei Fruchtblättern entwickelt sich nur eines und bildet den oberständigen, einkammerigen Fruchtknoten, der striegelig, wollig oder rau behaart ist. Jeder Fruchtknoten enthält nur zwei hängende, kollaterale, anatrope, bitegmisch Samenanlagen in apikaler Plazentation. Der meist kahle, gebogene, rote, rosafarbene oder grünlich-weiße Griffel endet in einer einfachen, versenkten Narbe.

### Früchte und Samen
Die meist bestachelten (nur Krameria grandiflora ist nicht bestachelt), kugeligen bis herzförmigen oder etwas an den Seiten abgeflachten, trockenen Kapselfrüchte sind im Umriss kreis- oder herzförmig mit einer Längsfurche auf einer oder beiden Flächen. Die Kapselfrüchte öffnen sich erst spät und unregelmäßig und enthalten nur je einen Samen. Die dünnen oder gedrungenen Stacheln sind kahl oder im unteren Bereich behaart; sie sind glatt oder am oberen Ende mit zurückgebogenen oder -gekrümmten Haken. Die relativ kleinen Samen sind braun. Es ist kein Endosperm vorhanden. Der gut differenzierte Embryo ist gerade. Die zwei dicken Keimblätter (Kotyledone) sind relativ groß, auf der Unterseite abgeflacht und herzförmig.

### Chromosomensätze
Die Chromosomengrundzahl beträgt x = 6. Mindestens bei den in den USA und Mexiko vorkommen Arten liegt Diploidie mit einer Chromosomenzahl von 2n = 12 vor. Chromosomen sind 10 bis 24,6 µm lang.

## Inhaltsstoffe
Wichtige Inhaltsstoffe sind: Tannine des Catechin-typ, Phlobaphene (es sind die roten Wurzelpigmente), Neolignane, Nor-Neolignane, Apiitol und N-Methyltyrosin.

## Ökologie
Krameria-Arten sind Hemiparasitsche Pflanzen auch Halbschmarotzer genannt; es gibt ein breites Spektrum an möglichen  Wirtspflanzen-Arten.
Krameria-Arten produzieren keinen Nektar. Weibliche Bienen der Gattung Centris sammeln Öl aus den Blüten und sorgen für die Bestäubung (Entomophilie). Bei den zwei unteren Kronblättern erfolgt die Sekretion von Öl zur Anlockung der Bestäuber (Elaiophor). Die weiblichen Bienen mischen dieses Öl mit Pollen und Nektar von anderen Pflanzenarten zu einer Paste und füttern damit ihre Larven. Krameria-Arten sind auf die Bestäubung durch Centris angewiesen. Diese zwei modifizierten Kronblätter sind innerhalb der Bedecktsamer einmalig.
Die Ausbreitung der stacheligen Früchte erfolgt durch Tiere.

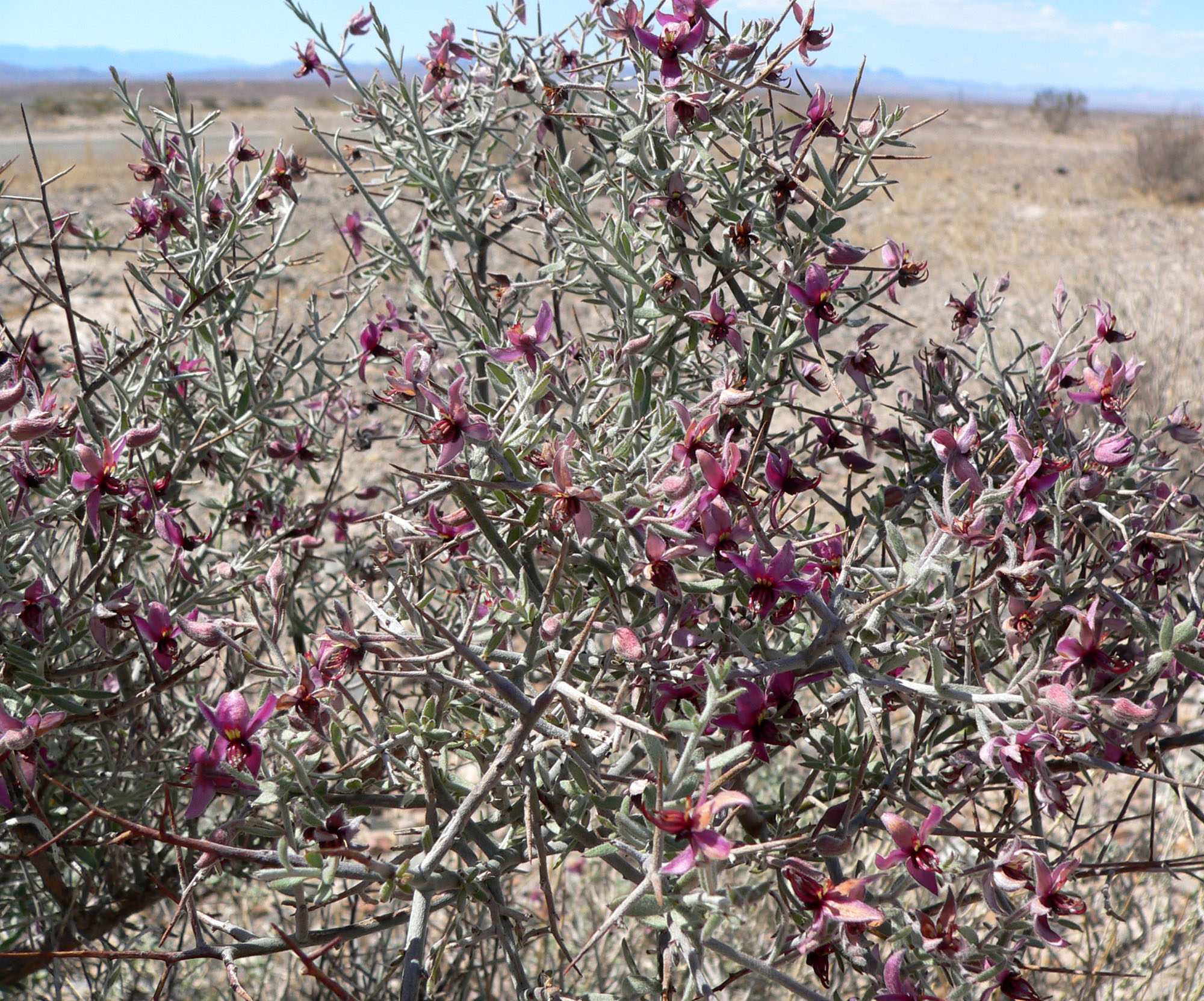
Habitus und Blüten von Krameria bicolor

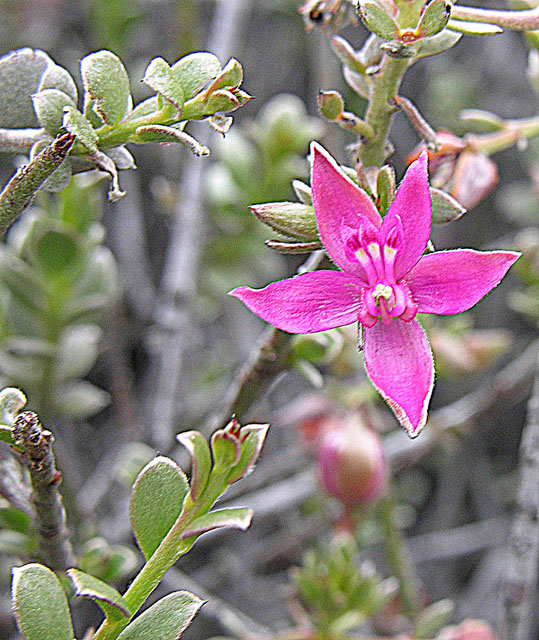
Blüte von Krameria cistoidea

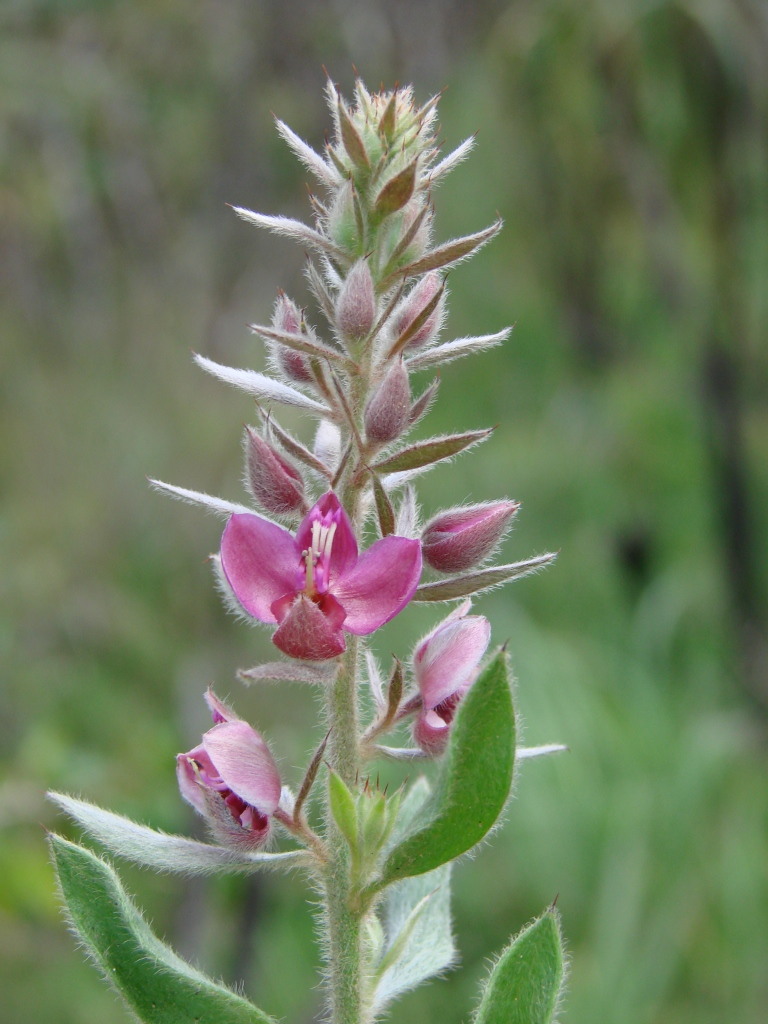
Blütenstand von Krameria tomentosa

## Systematik und Verbreitung
Die Gattung Krameria wurde 1758 von Carl von Linné aufgestellt. Dieser war Herausgeber des von Pehr Loefling niedergeschriebenen botanischen Reiseberichts Iter hispanicum, Stockholm: Lars Salvii Kostnad. Darin gab Linné auf Seite 195 der neuen Gattung, welche Loefling in seinem Manuskript Ixine genannt hatte, den Namen Krameria. Typusart ist die in Linnés Systema naturae, Editio Decima 1759, Band 2, S. 899 veröffentlichte Krameria ixine L. Die Familie Krameriaceae wurde 1829 durch Barthélemy Charles Joseph Dumortier in Analyse des Familles de Plantes, 20, 23 aufgestellt. Der Gattungsname Krameria ehrt den österreichischen Militärarzt Johann Georg Heinrich Kramer (1684–1744), der auch als Botaniker tätig war, oder seinen Sohn William Heinrich Kramer oder beide. Krameria Loefl. sind: Crameria L., Dimenops Raf., Ixina Raf., Kramera Cothen., Landia Dombey, Ratanhia Raf., Stemeiena Raf.
Zuerst wurde die Gattung Krameria in die Familie der Polygalaceae gestellt, dann von Barthélemy Charles Joseph Dumortier 1829  als eine eigene Familie geführt und von Paul Hermann Wilhelm Taubert 1892 in die Leguminosae eingeordnet. Beryl B. Simpson reaktivierte 1989 die Familie Krameriaceae in Flora Neotropica, Monograph 49, S. 1–109. Ein Synonym für Krameriaceae Dumort. nom. cons. ist Krameriales Kunth. Die Krameriaceae und Zygophyllaceae s. str. sind Schwesterfamilien und nur sie bilden bei APG IV die Ordnung Zygophyllales.
Die Areale der bis zu 18 Arten liegen in der Neotropis. Sie sind von den südwestlichen USA über Zentralamerika bis Chile und auf Karibischen Inseln weitverbreitet. Zehn Arten kommen von Kansas über die südwestlichen USA (mit disjunkten Populationen einer Art in Florida und angrenzenden Gebieten in Georgia) bis Costa Rica vor. Sechs Arten kommen vom nördlichen Kolumbien bis östlichen-zentralen Brasilien vor, mit einer Art (Krameria ixine), die das mexikanische Sinaloa und die Großen sowie Kleinen Antillen erreicht. Zwei Arten kommen im westlichen-zentralen Südamerika in Peru, Bolivien, nördlichen Chile und Argentinien vor. In Chile kommen nur zwei Arten vor. Zentren der Artenvielfalt sind das östliche Mexiko (elf Arten in Mexiko) und das östliche-zentrale Brasilien (fünf Arten).
Sie gedeihen in warmen ariden bis semiariden und saisonal trockenen Gebieten. Die meisten Arten wachsen in Höhenlagen unterhalb von 1500 Metern.
Es gibt 11 bis 18 Krameria-Arten:
- Krameria argentea Mart. ex Spreng. (Syn.: Krameria longipes O.Berg):[16] Sie gedeiht nur im Planalto in den brasilianischen Bundesstaaten Bahia, Distrito Federal do Brasil sowie Goiás.[1][9][15]
- Krameria bahiana B.B.Simpson:[16] Es ist ein Endemit des brasilianischen Bundesstaates Bahia.[1][15]
- Krameria bicolor S.Watson (Syn.: Krameria grayi Rose et Painter):[16] Sie kommt in Texas, Arizona, Nevada, Kalifornien und in den mexikanischen Bundesstaaten Sonora und Zacatecas vor.[3][9][2]
- Krameria cistoidea Hook. & Arn.:[16] Sie kommt nur in Chile vor und gedeiht an Hängen von der Küste bis zum Vorgebirge der Anden mit einem Zentrum der Verbreitung zwischen den Flüssen Huasco (28° S) und Limari (30° S) im semiariden Gebiet.[14]
- Krameria cytisoides Cav.[16]
- Krameria erecta Willd. ex Schult. et Schult.f. (Syn.: Krameria glandulosa Rose & J.H.Painter):[16] Sie kommt in den US-Bundesstaaten südliches New Mexico, südwestliches Texas, Arizona, südliches Kalifornien sowie südliches Nevada und in den mexikanischen Bundesstaaten Baja California, Baja California Sur, Chihuahua, Coahuila, Durango, San Luis Potosi, Sonora sowie Zacatecas vor.[3][2]
- Krameria grandiflora A.St.-Hil. (Syn.: Krameria didymandra Turcz., Krameria latifolia Moric., Krameria ruscifolia A.St.-Hil.):[16] Sie ist in den  brasilianischen Bundesstaaten Pará, Tocantins, Bahia, Ceará, Maranhão, Paraíba, Piauí, Rio Grande do Norte, Distrito Federal, Goiás, Mato Grosso do Sul, Mato Grosso, Espírito Santo, Minas Gerais sowie Rio Grande do Sul verbreitet.[15]
- Krameria ixine L.:[16] Sie kommt auf Antigua und Barbuda, Grenada, Curacao, in Haiti, Puerto Rico, in Costa Rica, Guatemala, Honduras, Guyana, Venezuela und Kolumbien vor.[9]
- Krameria lanceolata Torr.:[16] Sie kommt in den US-Bundesstaaten Kansas, Oklahoma, Colorado, Arkansas, Florida, Georgia, New Mexico, Texas sowie Arizona und in den nördlichen mexikanischen Bundesstaaten Chihuahua sowie Coahuila vor.[3][9]
- Rote Ratanhia (Krameria lappacea (Dombey) Burdet & B.B.Simpson, Syn.: Krameria triandra Ruiz et Pav., Krameria illuca Phil.):[16] Sie ist weitverbreitet besonders in den Anden in Bolivien, Ecuador, Peru, Argentinien sowie Chile.[9]
- Krameria pauciflora Moc & Sessé ex DC.: Sie kommt in Mexiko vor.
- Krameria paucifolia (Rose) Rose: Sie kommt in Mexiko vor.[16]
- Krameria ramosissima (A.Gray) S.Watson:[16] Sie kommt in Texas an der mexikanischen Grenze und in den mexikanischen Bundesstaaten Coahuila, Nuevo León und Tamaulipas vor.[3]
- Krameria revoluta O.Berg: Sie kommt in Mexiko und Zentralamerika vor.[16]
- Krameria secundiflora DC.: Sie kommt in Mexiko vor.[16]
- Krameria spartioides Klotzsch ex O.Berg (Syn.: Krameria evolvuloides Triana & Planch. ex A.W.Benn.): Sie kommt in Kolumbien, Bolivien, in den Guyanas sowie in Brasilien vor.[16][15]
- Krameria tomentosa A.St.-Hil. (Syn.: Krameria ovata O.Berg, Krameria tomentosa var. elliptica Huber): Sie kommt in Bolivien, in den Guyanas sowie in Brasilien vor.[16][15]

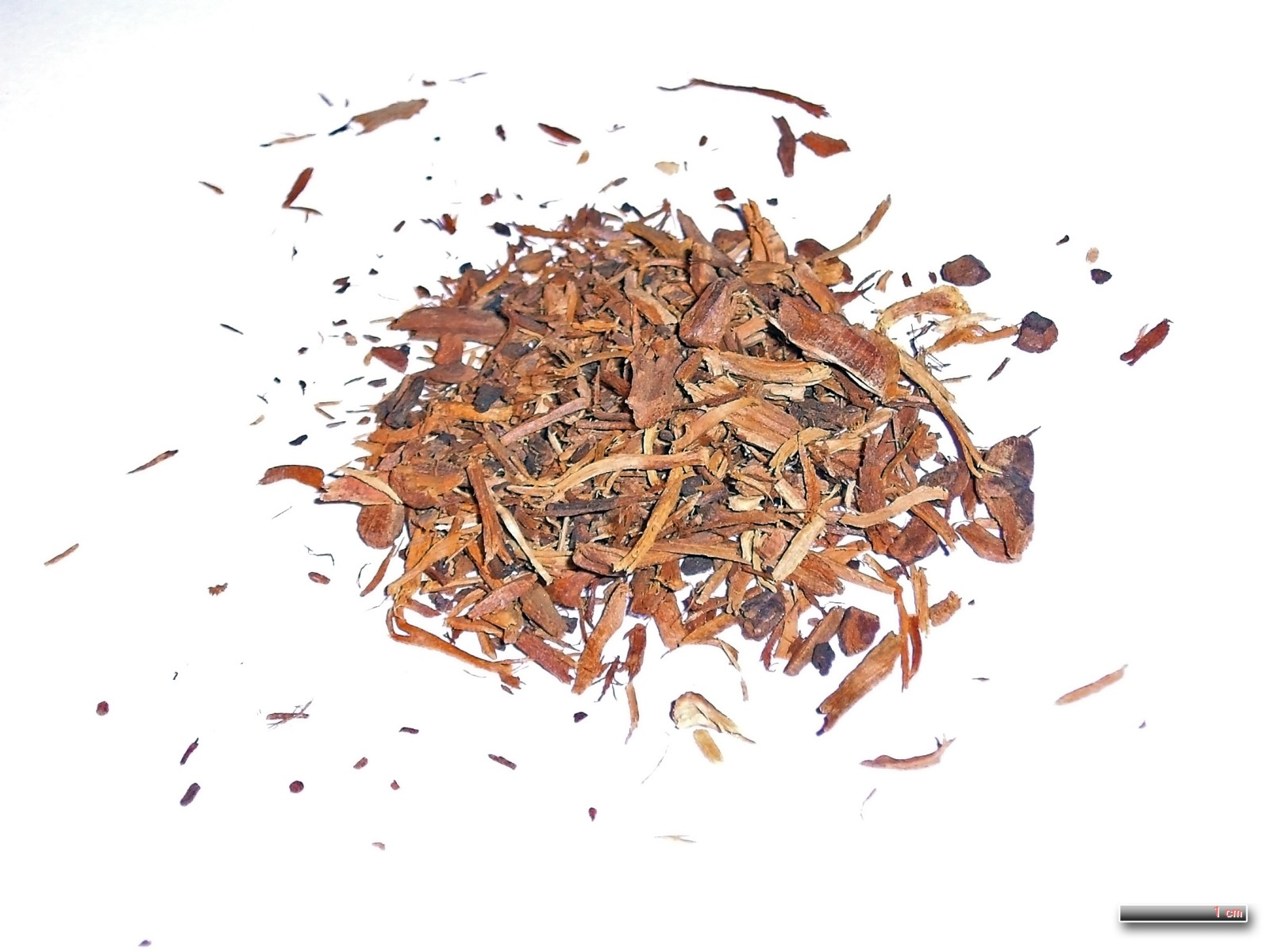
Die Droge Ratanhiae radix

## Nutzung
Die Droge Ratanhiae radix (Ratanhiawurzel) der Roten Ratanhia (Krameria lappacea) wird medizinisch eingesetzt. Krameria-Arten dienen auch als Färberpflanzen.